# Boy (relatos de la infancia)
Boy (relatos de la infancia) es un libro escrito por Roald Dahl, en el que el autor cuenta diversas aventuras acontecidas a su niñez tanto tristes como maravillosas aventuras.

## El Argumento
Capítulo I: Mamá y papá
El padre de Boy, Harald Dahl, era noruego, procedía de una pequeña ciudad llamada Sarpsborg. A los catorce años, sufrió una fractura en el brazo izquierdo. Desafortunadamente, el médico llegó tarde y en estado de embriaguez, lo que llevó a un error médico que resultó en la necesidad de amputar el brazo izquierdo. Harald y su hermano Oscar, estaban compenetrados. Decidieron irse a un país grande. Pero su padre se negó, y se escaparon de casa, y llegaron a Francia. Viajaron hasta París, y allí, se separaron, Oscar fue a La Rochelle y cuando llegó a sus cuarenta años, era el más rico de la ciudad. Harald, se asoció con un noruego llamado Aadnesen y fundaron una empresa de armadores navieros en Cardiff, al sur de País de Gales. Harald llevó a su esposa francesa llamada Marie, con quién adquirieron juntos un local mayor. Al cabo de pocos años compró una casa en el pueblo de Llandaff y allí Marie le dio una niña y un niño, pero murió al dar luz a este último. Harald tomó unas vacaciones y regresó a Noruega, y allí conoció a Sofie Magdamlene y se casó con ella. Una vez regresaron y durante seis años tuvieron cuatro hijos: tres niñas y un niño; Boy. Debido a ser seis hijos en la familia, compraron una casa más grande.
Capítulo II: Parvulario 1923-1922 (6-7 Años)
En 1920, la hija mayor de la madre de Boy, Astri, murió de apendicitis. Tenía seis años al morir, Astri era la predilecta de Harald, por eso le dejó sin habla, tan triste estaba que cuando él se puso malo le dio igual vivir o morirse, así que se murió con cincuenta y siete años. La madre de Boy había perdido una hija y un esposo en pocas semanas. Tenía cinco hijos que atender, tres de ellos propios y aun esperaba otra criatura. Quería que el deseo de su difunto esposo de que sus hijos asistieran en escuelas inglesas se cumpliera. Para cumplirlo necesitaba trasladarse de Gales a Inglaterra, de momento cuando nació la niña vendió la casa grande y se mudaron a una más pequeña en Llandaff. De manera que dos años después, con seis años, Boy asistió en su primera escuela. Los viajes de ida y vuelta entre la casa y la escuela de Boy con triciclo, son sus únicos recuerdos de él con seis años, eso sí, eran muy divertidos e emocionantes.
Capítulo III: La bicicleta y la confiteria
Cuando Boy cumplió los siete años, su madre decidió que dejara el parvulario y asistiera a una escuela de chicos. Cerca de su casa había una escuela preparatoria para niños varones. Era conocida y la llamaban Escuela de la Catedral de Llandaff, que se alzaba bajo la sombra de la catedral. Uno de sus recuerdos era en su primer curso y volvía a casa a pie, de repente, vio venir a un chico de doce años, pedaleando en su bicicleta carretera abajo, al pasar al lado de Roald Dahl empezó a pedalear hacia atrás y soltó las manos del manillar, en ese momento quería seguir sus pasos. En el segundo recuerdo, Boy tenía nueve años. En el camino de ida y vuelta pasaban (Boy y sus amigos) por delante de la confitería. Y con seis peniques que les daban de asignación semanal acudían a comprar. El padre de un amigo de Boy era médico, explicaba historias a su hijo, para que no comiera dulces. El chico, Thwaites, explicaba las historias a sus amigos. La propietaria, Patria era muy tacaña y sucia.
Capítulo IV: El gran complot de la rata
La dueña de la confitería, la señora Pratchett era muy tacaña, por eso Boy y sus cuatro amigos le prepararon una broma con una rata muerta que encontraron. La idea fue de Boy, meter la rata en uno de los tarros de caramelos. En ese mismo día pusieron en marcha su plan. Mientras entretenían a la señora Pratchett, Boy metía el ratón en el tarro. Cuando salieron se echaron a correr. Boy se sentía un héroe.
Capítulo V: El señor Coombes
La mañana siguiente, aún duraba la exaltación en la victoriosa hazaña del ratón muerto. La confitería estaba cerrada, Boy se fijó en un tarro roto en el suelo, con el ratón muerto a un lado, marcharon a la escuela temiendo lo peor, uno de sus amigos le hizo pensar que le había matado, sonó la campana y echaron a correr. Coombes, el director, los hizo salir al patio en fila. La señora Pratchett entró en el patio del recreo, Boy se quedó más aliviado ya que pensaba que la había matado. Se paseó buscando a los culpables, señaló a Boy y sus 4 amigos y el director tomó nota.
Capítulo VI: La venganza de la señora Pratchett
Boy y sus cuatro amigos fueron azotados por el director en su despacho. La madre de Boy se enteró y tras discutir con el director, decidió cambiar a Boy de escuela, lo llevaría a una inglesa, como quería su padre.
Capítulo VII: A Noruega
Boy pasaba las vacaciones de verano en Noruega, desde los 4 a los 17 años. El viaje era muy largo, tenían que utilizar varios transportes. En total, contando a Boy eran 10 los que viajaban. En Oslo celebraban la gran reunión anual con su familia, bestemama y bestepapa. Pasaban la mayor parte del tiempo sentados, bestepapa en una silla fumando una extraordinaria pipa, y bestemama en su mecedora, meciéndose. En el banquete anual hacían
<< Skaal>> con las copas de licor levantadas.
Capítulo VIII: La isla mágica
Después de pasar una noche en casa de bestepapa y betemama en Oslo, iban a embarcar en un vaporcito, era el final del viaje, en la isla de Tjöme, se instalaron en un hotel sencillo, los que 10 que eran se subían a la barca de remos. Iban hacia una lejana isla que solo ellos conocían. En años posteriores la madre de Boy adquirió una lancha. Había cientos de islas para elegir y explorar. Por las tardes pescaban.
Capítulo IX: Una visita al médico
En las vacaciones estivales en Noruega, Boy sólo tiene un recuerdo desagradable, cuando le quitaron las adenoides. Su madre lo llevó al médico, él no entendía muy bien el por qué. Se las quitaron si anestesia y cayeron en un recipiente. Después se marcharon hacia su casa.
Capítulo X: El primer día
Con nueve años, Boy fue internado en una escuela inglesa cercana a su casa llamada St. Peter's. El primer día de curso, todo lo que Boy llevaba puesto era nuevo. Llevaba un baúl nuevo y un cajón particular, con su nombre. Solo Boy tenía la llave del cajón. Servia para guardar sus cosas valiosas. El director recibía a los padres y a los nuevos alumnos, Boy estaba asustado. Cuando su madre marchó, echó a llorar.
Capítulo XI: Cartas a la familia
En St. Peter's tenían una hora a la semana destinada a escribir cartas a la familia. Escribir cartas constituía en una clase de ortografía y puntuación, porque el director patrullaba por las aulas mirando por encima de sus hombros, señalando las faltas y se aseguraba de que no decían nada malo de su escuela. Cuando encontraba una falta la mandaba copiar, pero no la dejaba corregir en la carta, así, los padres confiados pensaban que las cartas no eran censuradas por nadie.
Capítulo XII: La celadora
En los dormitorios de St. Peter's la celadora ejercía el mando supremo, cuando menos se lo esperaban, asomaba la cabeza en el dormitorio y mandaba a los que hacían escándalo al despacho del director. Una vez los hizo salir todos al pasillo para descubrir quien había tirado azúcar allí, como nadie dijo nada, les confiscaron las llaves de sus cajones particulares y los paquetes que les mandaban sus madres. Boy extrañaba su familia y su hogar. Siempre buscaba dormir mirando hacia su casa. La celadora puso láminas de jabón en la boca de un chico que roncaba, empezó a salir espuma, y Boy pensaba que se ahogaría, les dejó claro que no se debía dormir boca arriba.
Capítulo XIII: Nostalgia
En todo su primer curso en St. Peter's, Boy buscaba la manera de volver a su casa y ver a su familia. Durante las dos primeras semanas quería simular un ataque fulminante de apendicitis aguda. Engañó a la celadora y al médico de su escuela, pero al regresar a casa, el doctor Dumbar era más competente y se dio cuenta, le hizo prometer que no lo haría más y le dejó quedarse en su casa tres días más.
Capítulo XIV: Un paseo en automóvil
En las vacaciones de Navidad, Boy y su familia salieron a dar su primer paseo en el primer automóvil que tenían, lo conducía la hermanastra de Boy, al llegar a una curva la conductora no supo que hacer y se fueron a estrellarse y empotrarse en el seto, Boy resultó herido, casi le saltó la nariz, volvieron al coche y fueron al médico, él le cosió la nariz, la madre de Boy le regaló un soberano de oro.
Capítulo XV: El capitán Hardcastle
El maestro al que Boy tenía más miedo en St. Peter's aparte del director era al capitán Hardcastle. La tomó con Boy. Cuando Boy hacía 2º curso le azotaron seis veces por pedir una pluma a su compañero delante de Hardcastle.
Capítulo XVI: El pequeño Ellis y el furúnculo
Durante el tercer curso en St. Peter's de Boy, él tuvo la gripe y en la cama de al lado estaba un niño de siete años llamado Ellis, tenía un furúnculo, una mañana vino un médico, le arrojó una toalla a Ellis y le cortó el furúnculo.
Capítulo XVII: Tabaco de cabra
Cuando Boy tenía nueve años su hermanastra se prometió para casarse. El prometido ese verano los acompañó a Noruega. Culpaban al novio de haber perturbado sus vidas familiares. Para vengarse Boy puso unas cagarrutas de cabra en su pipa, toda la familia lo observó pero no le dijeron nada. Cuando fumó lanzó un grito y pensó que le habían envenenado, y la hermana de siete años le explicó y todos echaron a correr.
Capítulo XVIII: Atuendo para la escuela superior
A los trece años, Boy tuvo que ir a Repton (la escuela superior que él escogió). Boy pensaba que las prendas que tenían que llevar eran ridículas, pero nadie por la calle se reía de él.
Capítulo XIX: Los auxiliares
En la escuela superior llamaban a los auxiliares "boazers", tenían un completo poder sobre los más pequeños. Luego de que el "boazer" Williamson castigara a Boy, todos observaban de cerca lo que le había hecho. Con los pantalones hasta las rodillas, todos observaron y quedaron sorprendidos de la manera tan brusca y perfecta que lo había azotado. 
Capítulo XX: El director
El director de la escuela, un hombre que destilaba disgusto, era de los más temidos en Repton. Luego de ser una persona corriente que representaba las prácticas y creencias de Dios, sin esperarlo, llegó a ser Arzobispo de Canterbury. Para la sorpresa de Boy, tuvo el privilegio de coronar a la actual soberana en la Abadía de Westminster. Boy nunca tuvo la desgracia de ser golpeado por él, sino su amigo quien recibió diez golpes de bastón mientras le echaba un sermón e intentaba encender su pipa. Esto para Boy resultaba dudoso e hipócrita, ya que se preguntaba ¿Cómo alguien que realiza tales acciones puede ser representante de Dios?
Capítulo XXI: Chocolates
De vez en cuando, a cada alumno de la escuela superior se le servían doce chocolates diferentes con números debajo y un papel que pusieran una puntuación y observaciones, todo esto en una pequeña caja de cartón gris. Eran cortesía de la fábrica de chocolates Cadbury. Gracias a esto, y su fantasía se inspiró para escribir su segundo libro destinado a niños llamado "Charlie y la fábrica de chocolate".
Capítulo XXII: Corkers
En la escuela superior había un profesor de matemáticas llamado Crokers, sus clases se trataban de cualquier cosa, menos sobre matemáticas. Cuando le preguntaron porque enseñaba matemáticas si no eran de su gusto el respondió que no lo hacía, solo aparentaba hacerlo. Nunca explicaba nada que tuvieran que ver con números ni lo que debería enseñar, solo hacia crucigramas y llevaba animales a la clase.
Capítulo XXIII: Los asistentes
En Repton (escuela superior) Boy pasó dos años como asistente o fag. Durante su segundo curso le instalaron en el cuarto de estudio del jefe de régimen doméstico, un chico de 17 años llamado Carleton. Él tenía allí tres asistentes aterrorizados. Siempre que oyeran el grito de "¡Fa-a-ag!" debían ir corriendo a por él, ya que el último en llegar sería el encargado de realizar cualquiera fuera la tarea. El boazer le ordenó sentarse en el retrete para calentarlo, lo hizo tan bien que no paró de llamarlo durante todo el invierno.
Capítulo XXIV: Deportes y fotografías
A Boy se le facilitaban los deportes, llegó a ser capitán de los cincos y capitán de squash. Era quién organizaba partidos con otros colegios, decidía la composición del grupo y otorgaba "colores" a los demás alumnos deportistas destacados. Fue el único capitán en nos tener el lujo de ser boazer ya que no lo veían representante de ese cargo y él coincidía con la decisión. También era buen fotógrafo, organizó con su profesor de arte, una exposición en su último curso con sus fotografías y obtuvo numerosas medallas y reconocimientos de distintas partes del mundo.
Capítulo XXV: Adiós a la escuela
Boy decidió que después de ir a la escuela trabajaría, pidió empleo en varias empresas y logro varias entrevistas, aunque habían pocas plazas, lo eligieron a él, después de un año lo enviaron a Inglaterra a aprender, un día lo intentaron enviar a Egipto pero él andaba en busca de una verdadera aventura. A consecuencia de su rechazo se vio obligado a aceptar el primer destino que apareciera inmediatamente en su lista. Afortunadamente le tocó África Oriental, destino que anhelaba. Le dijeron que sería sólo por tres años, pero duro más tiempo.

## Descripción
Es el relato de unas cuantas cosas que le sucedieron durante su estancia en la escuela y después de salir de ella. Algunas son divertidas, otras tristes. Todas son verdad, y algunas de ellas le inspiraron para contar fantásticas y terribles aventuras en sus libros. Dice que el objetivo de este libro simplemente es ofrecer al lector una serie de aventuras y sucesos que le ocurrieron a lo largo de la vida, desde recién nacido hasta ser una persona adulta, y que luego le servirían para inspirarse en las numerosas novelas que ha escrito. Por ejemplo: los directores "gigantes" de la escuela de Llandaff y de St.Peters inspiraron el personaje de Miss Trunchbull en Matilda, el sádico capitán Lancaster que pega al protagonista de Danny, el campeón del mundo con la regla en la mano se inspira en el capitán Hardcastle, que dio clase de latín a Dahl y le mandó azotar con varas varias veces, las chocolatinas que la empresa Cadbury mandaba periódicamente a la escuela de Repton en la que estudiaba sirvieron de inspiración a Charlie y la fábrica de chocolate y su propia abuela le sirvió de base para crear la abuela de Las brujas i también el Sarim.
- Datos: Q2059424

Control de libro: SARIM